# Høgeurt
Høgeurt (Hieracium) er udbredt i Europa, Lilleasien og Grønland. Det er stauder med grundstillede, helrandede og tæt behårede blade. Stænglen bærer én eller nogle få kurve, der som regel er gule. Frugterne bærer en håragtig fnok.

## Arter
Her nævnes kun de arter, som er vildtvoksende i Danmark.
- Almindelig høgeurt (Hieracium vulgatum)
- Skovhøgeurt (Hieracium murorum)
- Dovrehøgeurt (Hieracium dovrense)
- Fjeldhøgeurt (Hieracium alpinum)
- Håret høgeurt (Hieracium pilosella)
- Kvasthøgeurt (Hieracium stiptolepidea)
- Lancetbladet høgeurt (Hieracium lactucella)
- Pomeranshøgeurt (Hieracium aurantiacum)
- Rank høgeurt (Hieracium tridentatum) eller Tretandet Høgeurt
- Smalbladet høgeurt (Hieracium umbellatum)
- Svensk høgeurt (Hieracium floribundum)

Visse af arterne blev tidligere henregnet til slægten Pilosella.